# 園田ジュニアカップ
園田ジュニアカップ（そのだジュニアカップ）は、兵庫県競馬組合が園田競馬場ダート1700mで施行する地方競馬の重賞競走である。

## 概要
兵庫県競馬組合では、中央競馬との交流促進という全国的な流れから、それまでのアングロアラブ系競走馬に加え、1999年よりサラブレッド系競走馬を導入するようになり、その年デビューした2歳馬（当時は3歳馬）による地元ナンバー1を決めるため、アラブ限定だった同競走をサラブレッド限定に変更した。アラブ系には別に園田3歳優駿（2001年より園田2歳優駿に改称）が新設された。
園田3歳優駿は元々9月頃に行われていたアラブ系の指定競走だったが、園田ジュニアカップがサラブレッド系に施行条件が変更されるに従い2000年に重賞へと格上げされた。しかし、アラブ系の入厩頭数減少から2002年を最後に廃止されている。
2019年から兵庫デビュー限定（リミテッド）競走ではなくなった。

### 条件・賞金（2024年）
出走条件
サラブレッド系2歳、兵庫所属。
- 自場収得賞金順。兵庫デビューかつ他場への移籍経験のない馬が優先。

負担重量
定量（牡騸55kg、牝54kg）
賞金等
1着1000万円、2着400万円、3着250万円、4着150万円、5着100万円。着外馬参加報償金は12万円。
HITスタリオンシリーズに指定されており、ベストウォーリアの配合権利が副賞となっている。

## 総額賞金の増減（1999年以降）
兵庫競馬の売上げ不振により、本競走は1999年以降総額本賞金の減額を5度行なったが、2005年に大幅な増額を行なった。2008年から何度か減額されたが、2015年から2020年まで毎年増額され、2020年には1着賞金の額が1999年と同額の1000万円に戻った。
| 開催回    | 総額賞金  | 1着賞金   | 2着賞金   | 3着賞金 | 4着賞金 | 5着賞金  |
| --------- | --------- | --------- | --------- | ------- | ------- | -------- |
| 第28回    | 1,700万円 | 1,000万円 | 350万円   | 180万円 | 100万円 | 70万円   |
| 第29回    | 1,360万円 | 800万円   | 280万円   | 144万円 | 80万円  | 56万円   |
| 第30回    | 1,190万円 | 700万円   | 245万円   | 126万円 | 70万円  | 49万円   |
| 第31回    | 1,155万円 | 700万円   | 224万円   | 112万円 | 70万円  | 49万円   |
| 第32回    | 960万円   | 600万円   | 180万円   | 90万円  | 54万円  | 36万円   |
| 第33回    | 800万円   | 500万円   | 150万円   | 75万円  | 45万円  | 30万円   |
| 第34-36回 | 975万円   | 650万円   | 162.5万円 | 78万円  | 52万円  | 32.5万円 |
| 第37回    | 910万円   | 650万円   | 130万円   | 65万円  | 39万円  | 26万円   |
| 第38-39回 | 840万円   | 600万円   | 120万円   | 60万円  | 36万円  | 24万円   |
| 第40回    | 700万円   | 500万円   | 100万円   | 50万円  | 30万円  | 20万円   |
| 第41回    | 560万円   | 400万円   | 80万円    | 40万円  | 24万円  | 16万円   |
| 第42-43回 | 490万円   | 350万円   | 70万円    | 35万円  | 21万円  | 14万円   |
| 第44回    | 525万円   | 350万円   | 87.5万円  | 42万円  | 28万円  | 17.5万円 |
| 第45回    | 600万円   | 400万円   | 96万円    | 48万円  | 32万円  | 24万円   |
| 第46回    | 675万円   | 450万円   | 108万円   | 54万円  | 36万円  | 27万円   |
| 第47回    | 800万円   | 500万円   | 140万円   | 70万円  | 50万円  | 40万円   |
| 第48回    | 1120万円  | 700万円   | 196万円   | 98万円  | 70万円  | 56万円   |
| 第49回    | 1600万円  | 1000万円  | 280万円   | 140万円 | 100万円 | 80万円   |
| 第50-52回 | 1900万円  | 1000万円  | 400万円   | 250万円 | 150万円 | 100万円  |
| 第53回    | 1800万円  | 1000万円  | 350万円   | 200万円 | 150万円 | 100万円  |

## 歴代優勝馬（1999年以降）
| 回数   | 施行日         | 優勝馬             | 性齢 | 所属 | 馬場 | タイム | 優勝騎手 | 管理調教師 |
| ------ | -------------- | ------------------ | ---- | ---- | ---- | ------ | -------- | ---------- |
| 第28回 | 1999年12月30日 | バクシンクリーク   | 牝2  | 西脇 | 良   | 1:53.2 | 松平幸秀 | 田中道夫   |
| 第29回 | 2000年12月30日 | ロードバクシン     | 牡2  | 園田 | 良   | 1:53.6 | 小牧毅   | 曾和直榮   |
| 第30回 | 2001年12月30日 | ホクザンフィールド | 牡2  | 園田 | 良   | 1:52.3 | 小牧太   | 橋本忠男   |
| 第31回 | 2002年12月26日 | ハヤセスイグン     | 牝2  | 園田 | 稍重 | 1:51.8 | 木村健   | 上田二郎   |
| 第32回 | 2003年12月30日 | ジャングルパワー   | 牡2  | 園田 | 良   | 1:52.0 | 岩田康誠 | 田中範雄   |
| 第33回 | 2004年12月30日 | レッドペガサス     | 牡2  | 園田 | 稍重 | 1:53.3 | 田中学   | 利國彦一   |
| 第34回 | 2005年12月30日 | ウインドファンタジ | 牡2  | 園田 | 良   | 1:52.7 | 田中学   | 曾和直榮   |
| 第35回 | 2006年12月30日 | プラチナクラウン   | 牡2  | 園田 | 稍重 | 1:54.0 | 大山真吾 | 中野明     |
| 第36回 | 2007年12月30日 | アルアルアル       | 牡2  | 園田 | 重   | 1:50.9 | 田中学   | 田中範雄   |
| 第37回 | 2008年12月31日 | タマモリターン     | 牡2  | 園田 | 良   | 1:53.0 | 板野央   | 荒山義則   |
| 第38回 | 2009年12月31日 | フィオーレハーバー | 牡2  | 西脇 | 良   | 1:54.4 | 木村健   | 平松徳彦   |
| 第39回 | 2010年12月31日 | オオエライジン     | 牡2  | 園田 | 良   | 1:53.0 | 木村健   | 橋本忠男   |
| 第40回 | 2011年12月31日 | ポアゾンブラック   | 牡2  | 西脇 | 良   | 1:52.0 | 松浦政宏 | 野田学     |
| 第41回 | 2012年12月31日 | エーシンクリアー   | 牡2  | 園田 | 不良 | 1:49.9 | 田中学   | 橋本忠男   |
| 第42回 | 2013年12月31日 | トーコーポセイドン | 牡2  | 園田 | 稍重 | 1:51.2 | 大山真吾 | 吉行龍穂   |
| 第43回 | 2014年12月31日 | インディウム       | 牡2  | 園田 | 重   | 1:51.9 | 川原正一 | 田中範雄   |
| 第44回 | 2015年12月31日 | ノブタイザン       | 牡2  | 園田 | 稍重 | 1:56.2 | 杉浦健太 | 碇清次郎   |
| 第45回 | 2016年12月31日 | マジックカーペット | 牡2  | 園田 | 稍重 | 1:52.5 | 田中学   | 田中範雄   |
| 第46回 | 2017年12月31日 | コーナスフロリダ   | 牡2  | 園田 | 稍重 | 1:55.0 | 大山真吾 | 田中範雄   |
| 第47回 | 2018年12月31日 | テンマダイウェーヴ | 牡2  | 園田 | 良   | 1:53.0 | 渡瀬和幸 | 新井隆太   |
| 第48回 | 2019年12月31日 | イチライジン       | 牡2  | 園田 | 不良 | 1:48.1 | 吉村智洋 | 田中範雄   |
| 第49回 | 2020年12月31日 | ツムタイザン       | 牡2  | 西脇 | 重   | 1:56.7 | 杉浦健太 | 大山寿文   |
| 第50回 | 2021年12月31日 | ガリバーストーム   | 牡2  | 園田 | 良   | 1:54.9 | 廣瀬航   | 尾林幸二   |
| 第51回 | 2022年12月31日 | スマイルミーシャ   | 牝2  | 園田 | 良   | 1:55.5 | 吉村智洋 | 飯田良弘   |
| 第52回 | 2023年12月31日 | マルカイグアス     | 牡2  | 西脇 | 良   | 1:54.0 | 鴨宮祥行 | 橋本忠明   |
| 第53回 | 2024年12月31日 | オケマル           | 牡2  | 西脇 | 良   | 1:54.0 | 下原理   | 盛本信春   |

### 各回競走結果の出典
- 園田ジュニアカップ 歴代優勝馬 - 地方競馬全国協会